# (18747) Lexcen
(18747) Lexcen ist ein Asteroid des inneren Hauptgürtels, der am 16. März 1999 vom australischen Amateurastronomen John Broughton am Reedy-Creek-Observatorium (IAU-Code 428) entdeckt wurde. Das Observatorium befindet sich im Ortsteil Reedy Creek der Stadt Gold Coast in Queensland. Sichtungen des Asteroiden hatte es vorher schon am 5. März 1989 unter der vorläufigen Bezeichnung 1989 EN6 am Karl-Schwarzschild-Observatorium im thüringischen Tautenburger Wald gegeben.
Mittlere Sonnenentfernung (große Halbachse), Exzentrizität und Neigung der Bahnebene des Asteroiden ähneln grob den Bahndaten der Mitglieder der Flora-Familie, einer großen Gruppe von Asteroiden, die nach (8) Flora benannt ist. Asteroiden dieser Familie bewegen sich in einer Bahnresonanz von 4:9 mit dem Planeten Mars um die Sonne. Die Gruppe wird auch Ariadne-Familie genannt, nach dem Asteroiden (43) Ariadne.
(18747) Lexcen wurde am 5. Juli 2001 nach dem australischen Yachtkonstrukteur und Designer Ben Lexcen (1936–1988) benannt.